# Промышленная печь

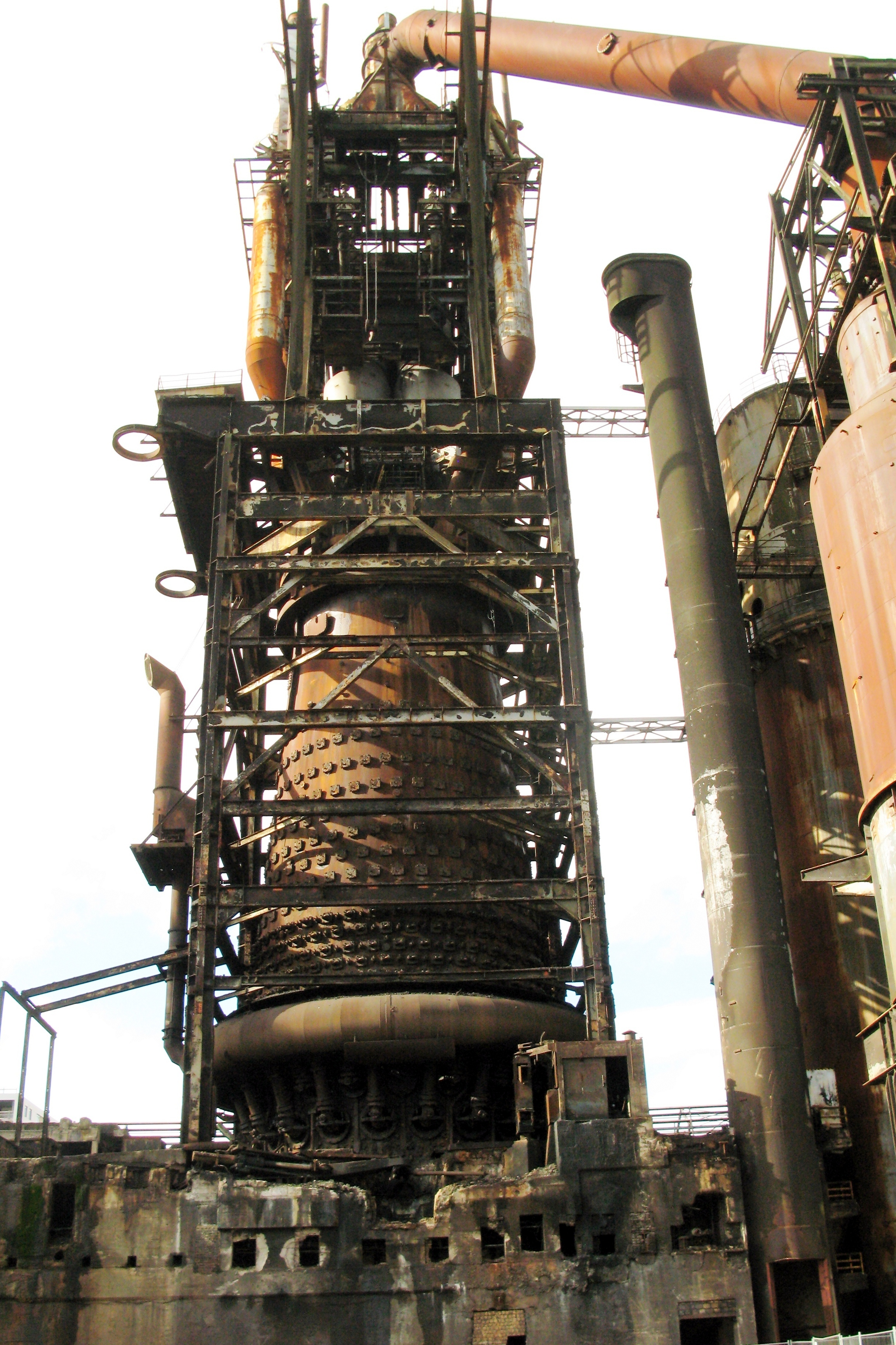
Доменная печь металлургического завода «Adolf-Emil-Hütte» в городе Эш-сюр-Альзетт (Люксембург)

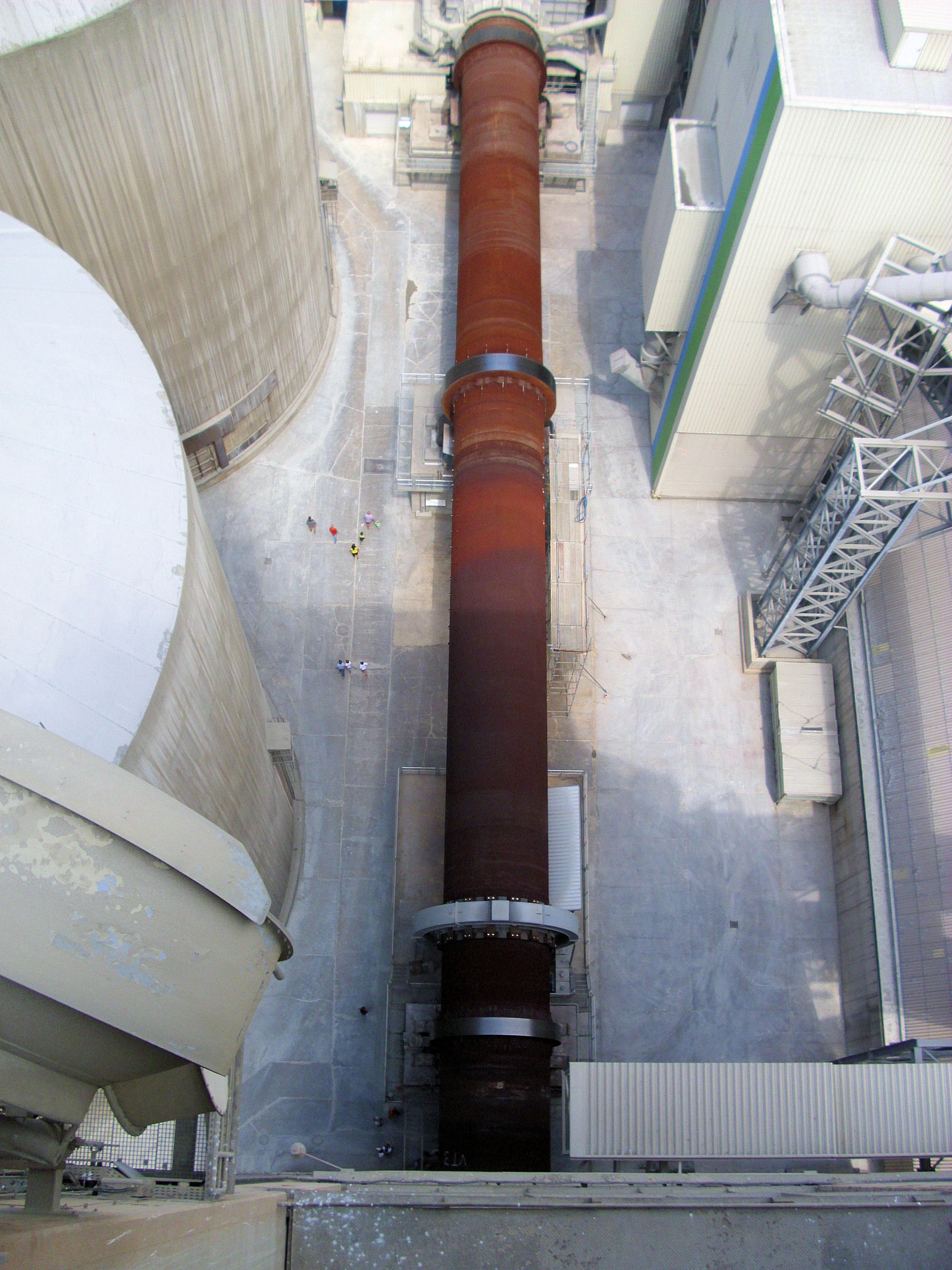
Вращающаяся (барабанная) печь

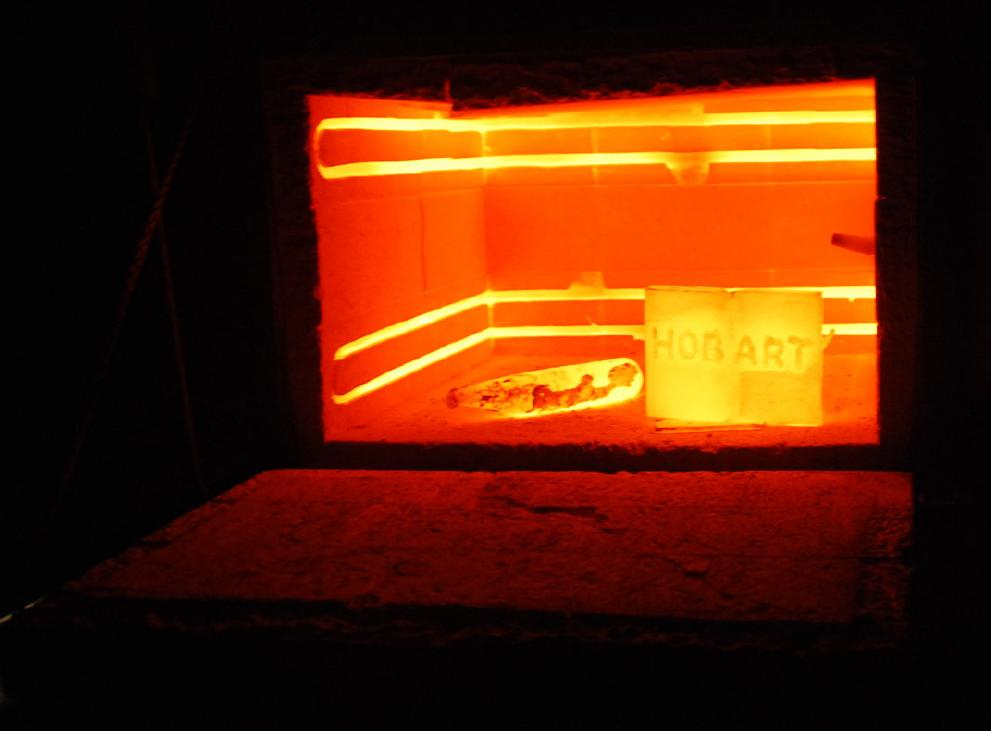
Нагретые детали в термической камерной печи перед закаливанием

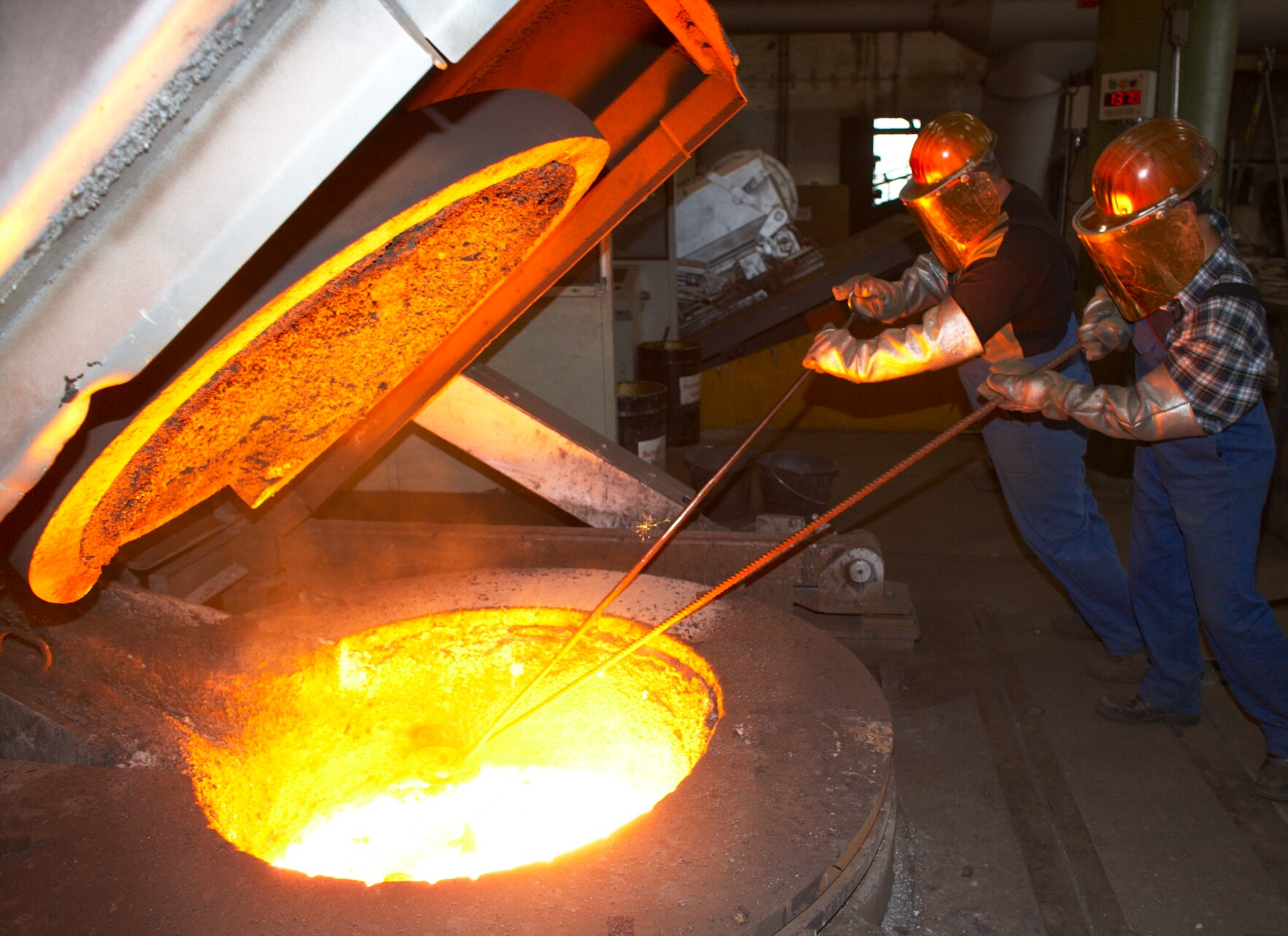
Сталевары у открытой индукционной печи

Промышленная печь — сооружение или устройство промышленного назначения, в котором в результате сгорания топлива (иногда других химических реакций) или преобразования электрической энергии выделяется тепло. К печам принято относить парогенераторы, агломерационные машины, некоторые электрические нагревательные приборы и др.

## Классификация

### По назначению
Исходя из назначения, к промышленным принадлежат нагревательные печи, плавильные печи, термические печи.
Нагревательная печь — промышленная печь, где изделия (заготовки) или материалы нагревают до температуры ниже температуры их плавления (в отличие от плавильной печи, в которой материалы плавят). Различают нагревательные электрические печи (в том числе высокочастотные печи) и пламенные печи; печи периодического действия (камерные печи, вращающиеся печи и др.) и непрерывного действия (например, методические печи). Нагревательные печи применяют в цветной и чёрной металлургии, машиностроении.
Плавильная печь — промышленная печь, где материалы плавят, то есть нагревают до температуры, превышающей температуру их плавления. Плавильные печи используют в производстве стали, чугуна, цветных металлов и их сплавов (вагранка, ватержакетная печь, высокочастотная печь, отражательная печь, доменная печь, электродуговая печь, мартеновская печь), стекла и т. п., их эксплуатируют на твердом, жидком и газообразном топливе, электрической энергии. В некоторых плавильных печах применяют солнечную энергию (солнечные оптические печи).
Термическая печь — промышленная печь для термической или химико-термической обработки металлических изделий. Бывают закаливающие, цементационные и т. п. Термические печи бывают периодического, полунепрерывного, пульсирующего и непрерывного действия; с контролируемой защитной газовой (например, продуктами неполного окисления углеводородных газов) и неконтролируемой воздушной средой, а также со средой жидкой. Получают распространение поточные закалочно-отпускные, нормализующе-отпускные, нитроцементационные и другие печи.
К промышленным также относятся печи, где из материала удаляют влагу (сушильная печь), подвергают материал разложению (например, коксовые печи), а минеральное сырье, строительные и огнеупорные материалы — обжигу, обрабатывают пищевые продукты (коптильные печи, печи кондитерские, хлебопекарные).
Своеобразными являются промышленные печи кипящего слоя, где обрабатываемый теплом зернистый материал энергично перемешивается («кипит»).

### По источнику тепла для нагрева
По источнику тепла различают электрические печи и пламенные печи (особыми является печи со специальными видами нагрева — плазменные печи, оптические печи).
Электрическая печь — нагревательная или плавильная печь, в которой электрическая энергия превращается в тепловую. Электрические печи делятся на дуговые печи, индукционные печи, плазменные печи, печи сопротивления и электронно-лучевые.
Пламенная печь — промышленная печь, где тепло передается изделиям или материалам излучением и конвекцией от газообразных продуктов сгорания топлива и излучением от раскаленной кладки. Твердое топливо сгорает в топках печи, жидкое и газообразное — в топках или в её рабочем пространстве. К пламенным печам относятся некоторые нагревательные печи, плавильные печи и термические печи.

### По конструктивным признакам
По конструктивным признакам печи бывают шахтные ватержакетные, вращающиеся, проходные (туннельные, карусельные, кольцевые), камерные (колпаковые, яменные, с выдвижным подом) и т. д.:
- шахтная печь — промышленная печь с вертикальным рабочим пространством («шахтой») круглой или прямоугольной формы. В верхней части шахтной печи загружают выходной (обрабатываемый) материал, который опускается под действием собственной массы (газообразные продукты сгорания топлива движутся навстречу); с нижней её части удаляют готовый продукт[2] ;
- ватержакетная печь — (англ. water-jacket от англ. water — вода и англ. jacket — рубашка, кожух) — печь, стены которой сложены из охлаждаемых водой полых металлических коробок (кессонов); разновидность шахтной печи[3] ;
- вращающаяся (ротационная, барабанная) печь или трубчатая печь — промышленная горизонтальная или немного наклонная печь цилиндрической формы, корпус которой вращается вокруг продольной оси. Различают вращающиеся печи на пылевидном, кусковом, жидком и газовом топливе, а также вращающиеся печи с электрическим нагревом[2] ;
- проходная печь или печь непрерывного действия в том числе и туннельная печь[4] — промышленная печь, в которой заготовки (изделия), обрабатываются, перемещаются через рабочее пространство с помощью рольгангов, конвейеров, толкателей и т. д.[5] . В проходных печах нагревают заготовки перед обработкой давлением, проводят обжиг керамических и металлических эмалированных изделий. В печах такой конструкции различают зоны: подогреваемую, нагревательную и охлаждающую;
- камерная печь — пламенная или электрическая печь, которую рабочее пространство имеет форму камеры с примерно одинаковой длиной, шириной и высотой. Во всех точках рабочего пространства такой печи температура практически одинаковая. Различают камерные печи вертикальные, колпаковые, с выдвижным или неподвижным подом и т. д.[6] .

### По другим признакам
Промышленные печи классифицируют, кроме того, по
- теплообмену: лучевые (например, мартеновские печи) или на основе конвекции (печи низкотемпературные, сушильные)
- механизму перемещения изделий, подлежащих нагреванию (например, методические печи, проходные печи)
- тепловым и температурным режимам (например, камерные муфельные печи).